# 太原郡 (僑郡)
太原郡（僑郡），南朝劉宋設置的僑郡。元嘉十年（433年）割濟南郡、泰山郡交界地為太原僑郡實土。隸屬青州。寄治升城（今山東省濟南市長清區西南），下轄太原1個僑縣及祝阿（433年復置）、山茌（原屬泰山郡，433年割屬之）2個實縣。孝建元年（453年），山茌縣移屬濟北郡。泰始五年（468年）正月為北魏攻取。